# Gravina in Puglia
Gravina in Puglia (früher Gravina in Apulia; Lateinisch Silvium, griechisch Σιλούϊον) ist eine süditalienische Stadt mit 42.341 Einwohnern (Stand 31. Dezember 2023) in der Metropolitanstadt Bari; sie liegt am Rande der Schlucht (italienisch Gravina) die im Laufe der Jahrtausende vom Bach Gravina di Picciano gegraben wurde, in der westlichen Murgia in Apulien. Gravina in Puglia ist der Verwaltungssitz des Parco Nazionale dell’Alta Murgia.

## Geschichte
Die Stadt wurde von den Griechen zur Zeit der Kolonisation Magna Graecias im Hinterland als polis mit Münzrecht gegründet. Diodor schreibt, dass die Römer sie den Samniten während des 3. Samnitenkriegs (305 v. Chr. oder 306 v. Chr.) abnahmen. Strabon erwähnt sie als Grenzstand von Peuketien und Plinius der Ältere listet ihren Namen unter den Städten Apuliens. Die Via Appia von Rom nach Brindisi führte durch den Ort. Später wurde Gravina von den Byzantinern, Langobarden und den nordafrikanischen Muslimen regiert.
Zur Zeit der Normannen (die den Ort Garagnone oder Garaynone nannten) und der Könige aus dem Haus Anjou war Gravina Sitz einer Grafschaft. Die Grafen kamen aus der Familie Gravina und von etwa 1420 bis 1816 aus der Familie Orsini, die 1436 zu Herzögen von Gravina erhoben wurden. 1649 wurde hier Papst Benedikt XIII. als Pietro Francesco Orsini geboren.

## Sehenswürdigkeiten
- Die Kathedrale von Gravina (11.–12. Jahrhundert), von den Normannen im romanischen Stil gebaut. Sie wurde Mitte des 15. Jahrhunderts durch Brände und Erdbeben zerstört und wiedererrichtet und beherbergt einen Arm Thomas Beckets, den Bischof Roberto 1179 erhielt, als Reliquie.
- Die Ruinen des Castello di Gravina, einer Burg Kaiser Friedrichs II.
- Die Kirche San Francesco (spätes 15./frühes 16. Jahrhundert)
- Die Kirche Sant’Agostino
- Die Barockkirche Madonna delle Grazie
- Die Renaissancekirche San Sebastiano, mit gut erhaltenem, barockem, freskiertem Kreuzgang
- Die Kirche Santa Sofia mit Mausoleum von Angela Kastrioti († 1518) aus der Nebenlinie des albanischen Nationalhelden Skanderbeg; Frau von Ferdinand Orsini, 5. Duca di Gravina und Conte di Muro Lucano[5]
- Die aus dem Fels geschnittene Kirche San Michele delle Grotte (10. Jahrhundert)
- Der gut erhaltene imposante Aquädukt/Viadukt von 1722 nach römischem Vorbild
- Das Museo Ettore Pomarici Santomasi

- Die Sankt-Georgs-Messe, eine der ältesten Messen Europas, die seit 1294 im April stattfindet.

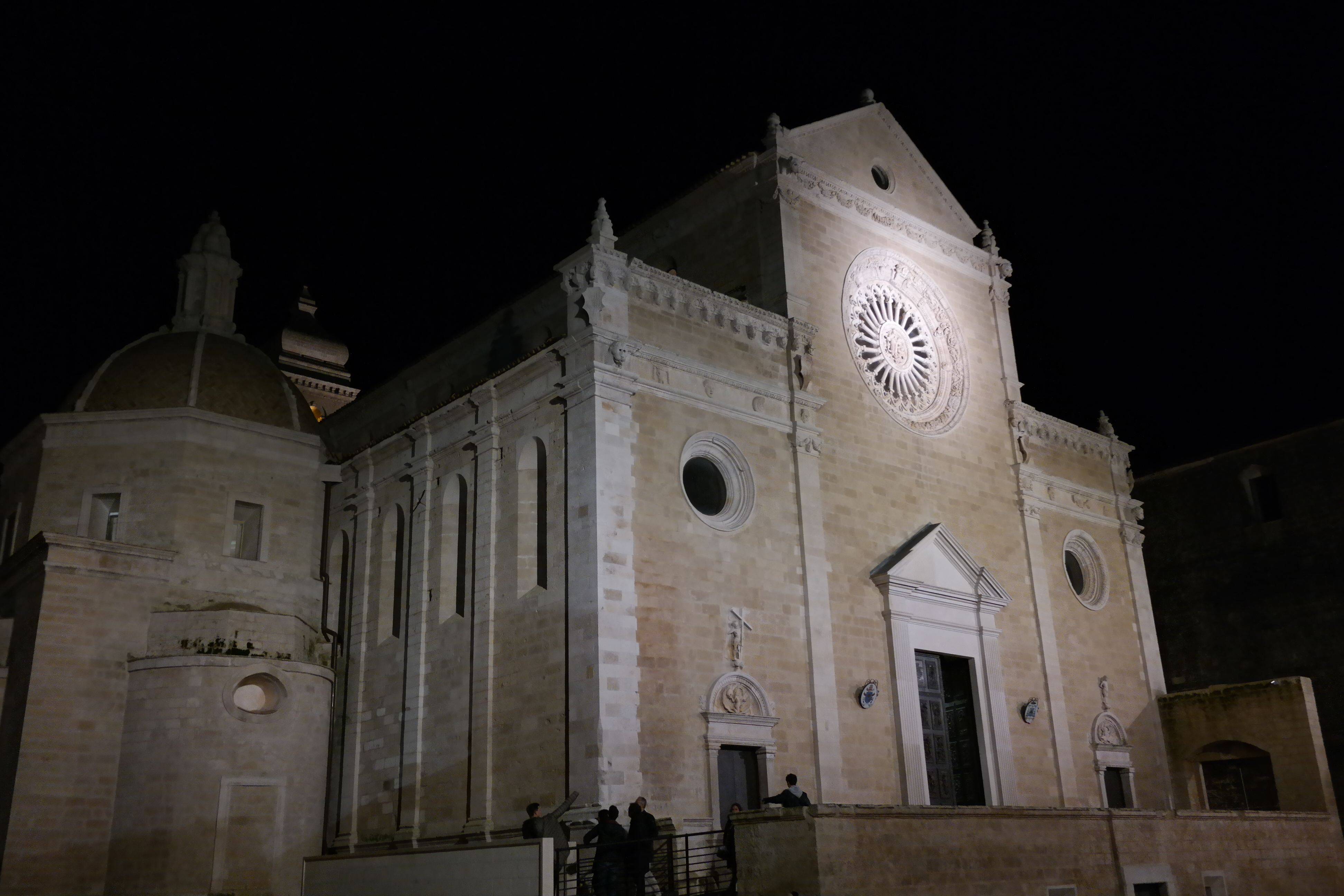
Kathedrale Santa Maria Assunta
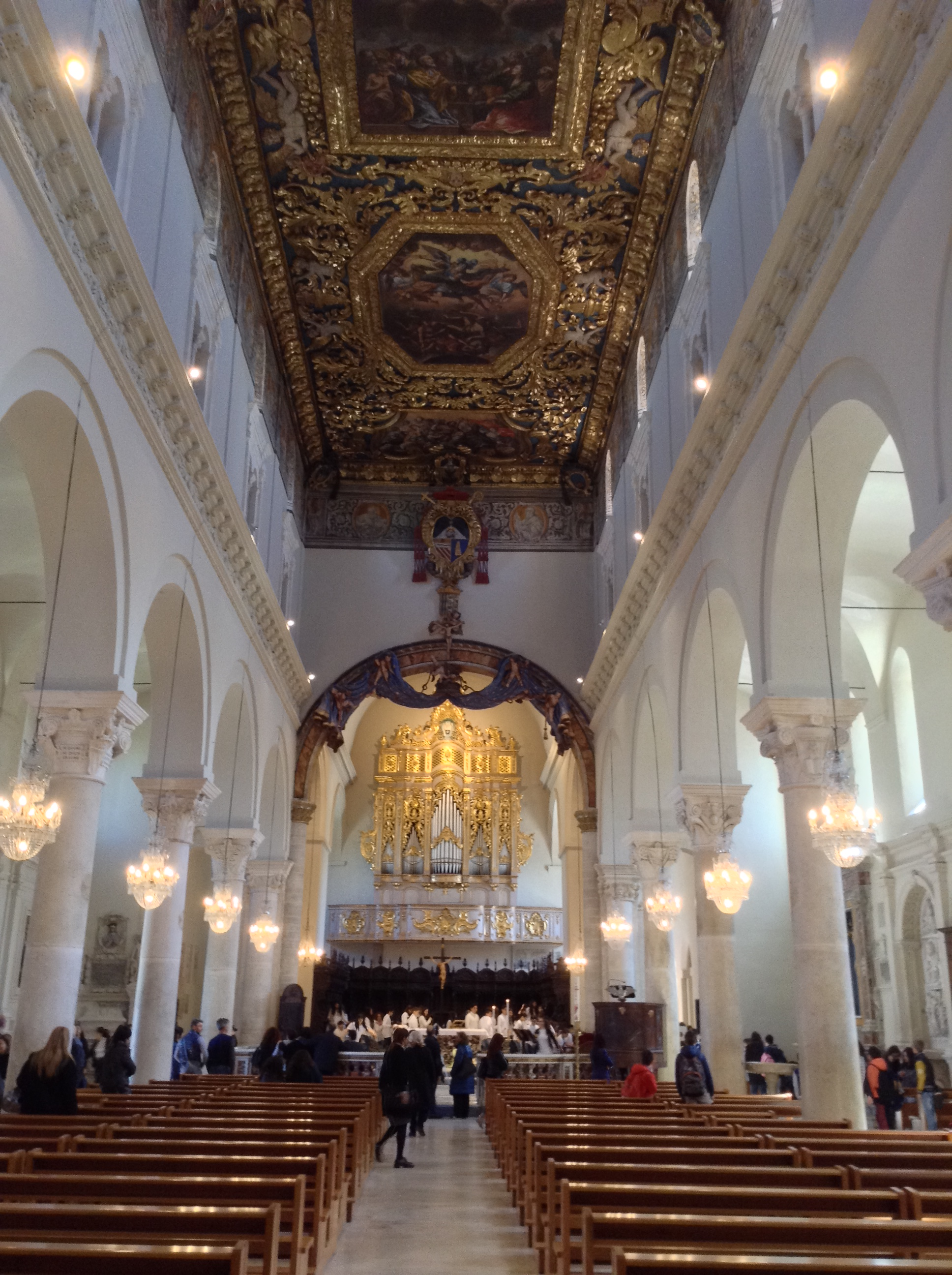
Die Kathedrale von innen
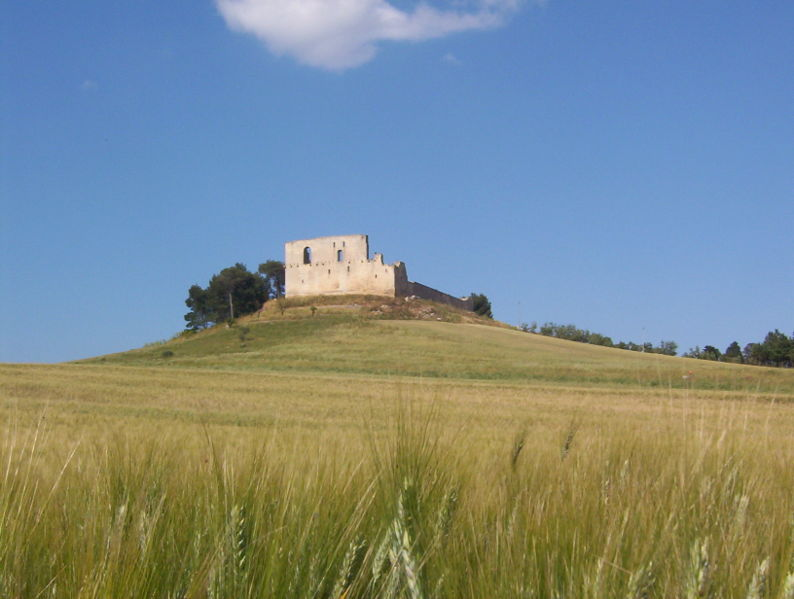
Die Ruinen der Burg Friedrichs II.
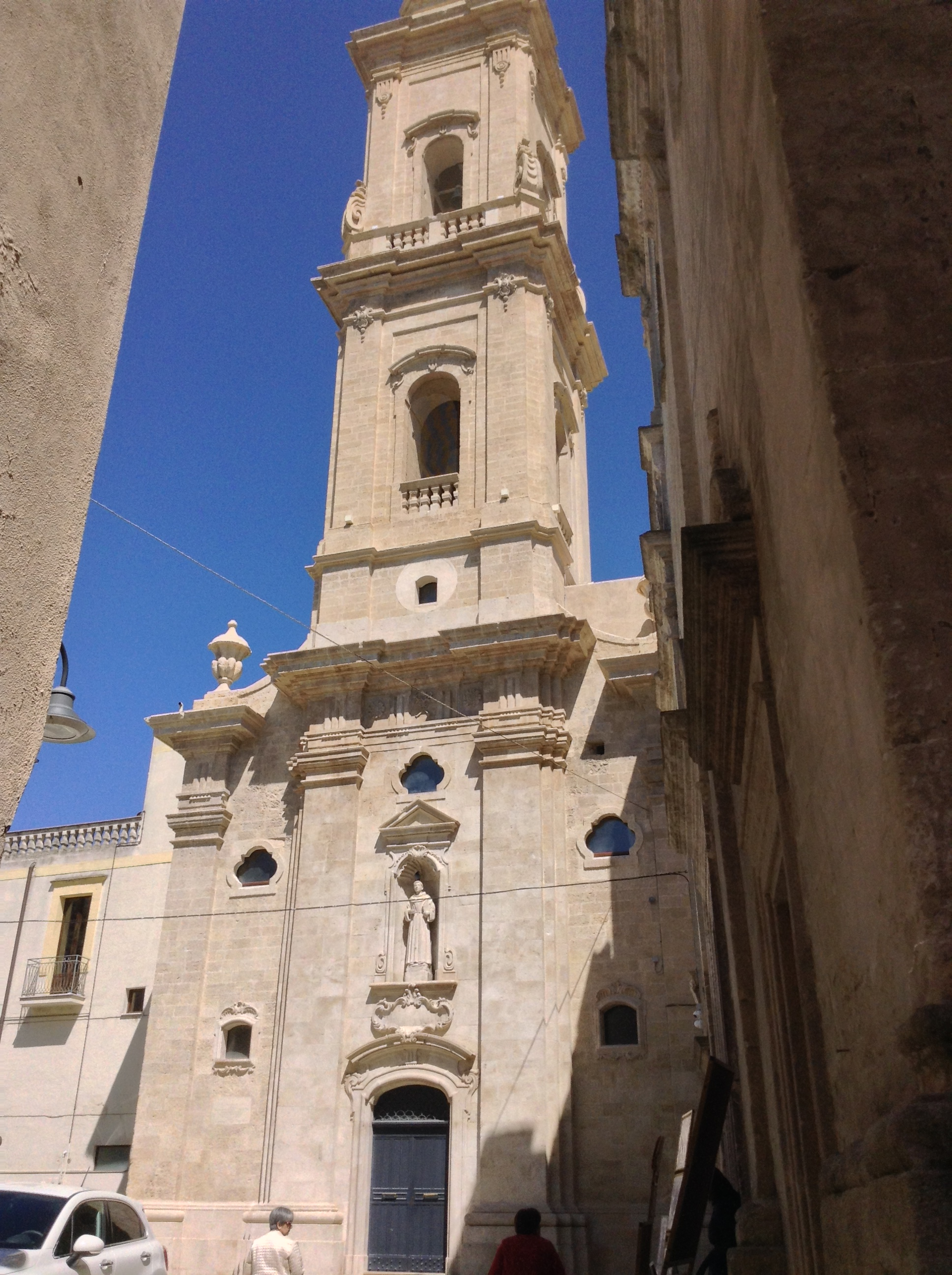
Campanile der Chiesa San Francesco
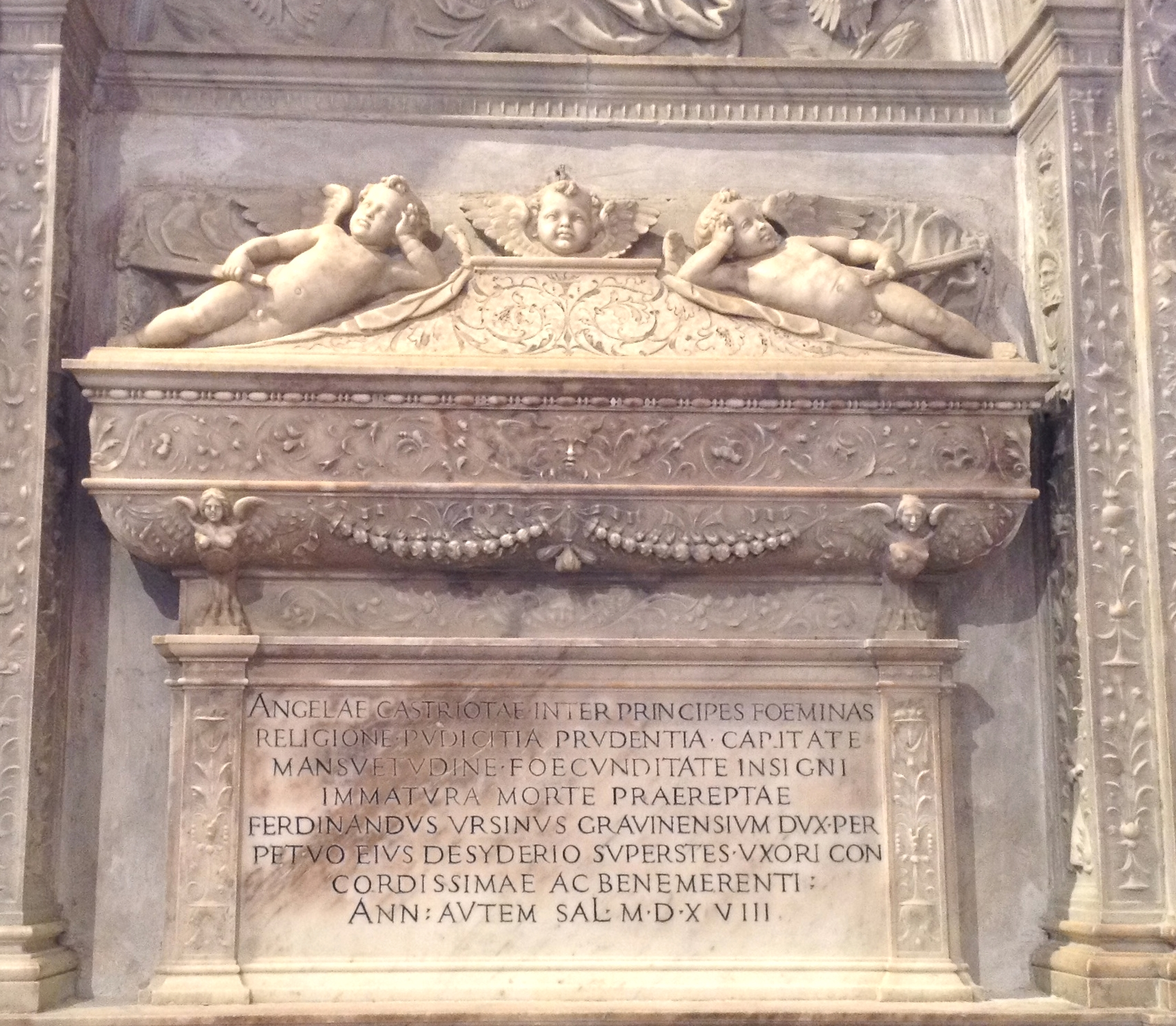
Chiesa di Santa Sofia, Mausoleum von Angela Branai (Granai) Kastrioti
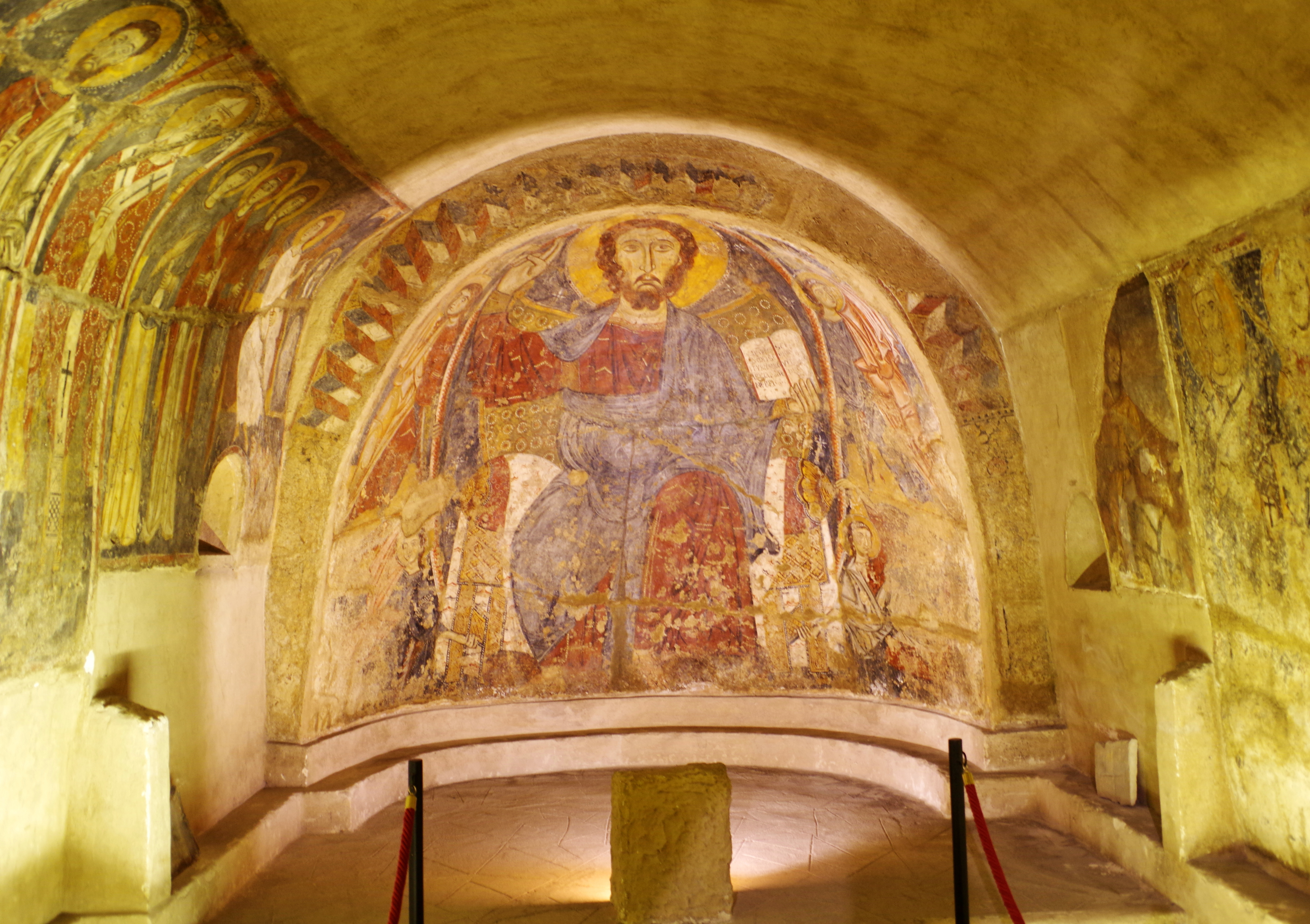
Grottenkirche San Vito Vecchio
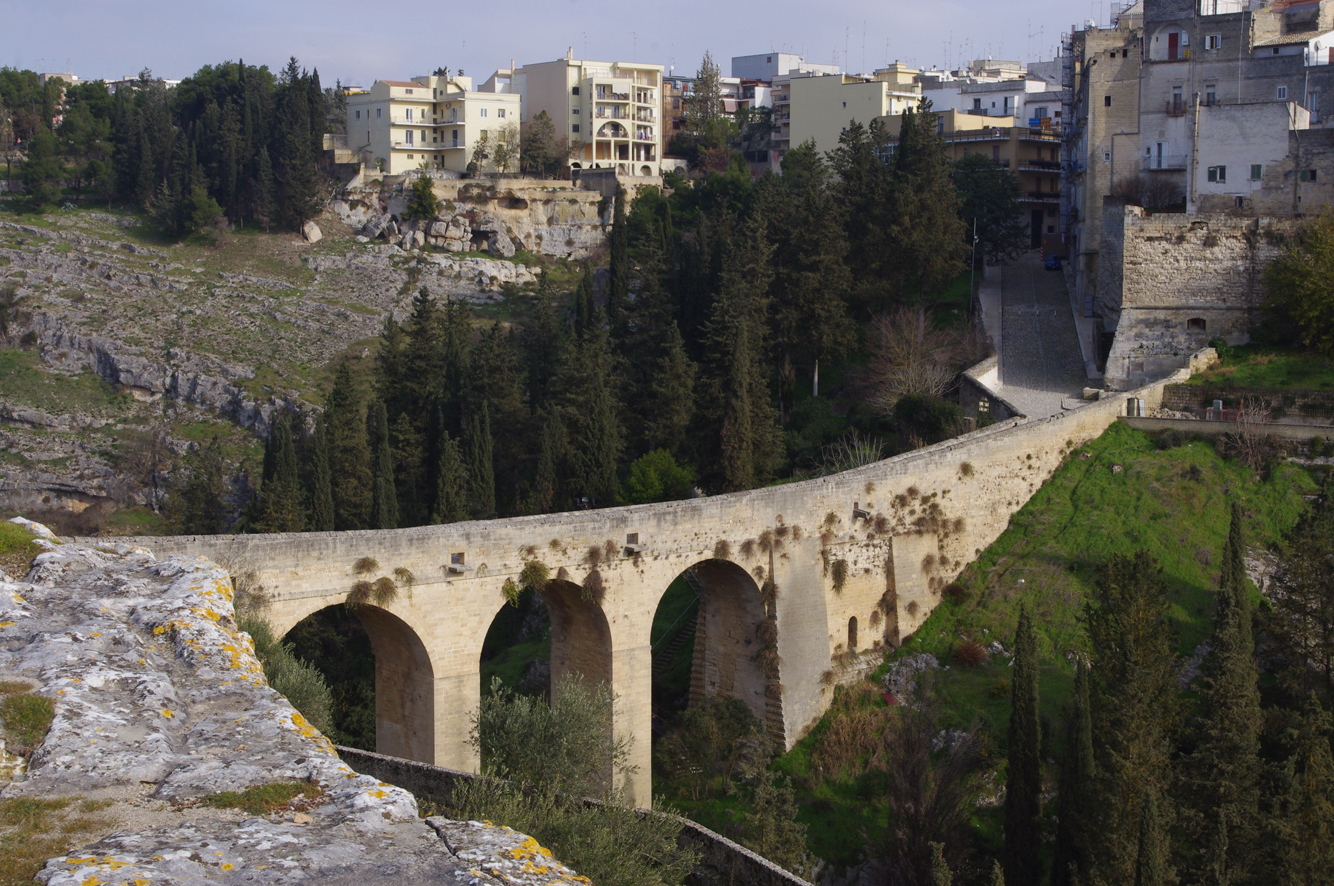
Der Aquädukt/Viadukt

## Söhne und Töchter der Stadt
- Pietro Francesco Orsini (1649–1730) war ab 1675 Erzbischof von Manfredonia, ab 1680 auch Bischof von Cesena und ab 1686 schließlich Erzbischof von Benevent. Nach einem 70 Tage dauernden Konklave wurde er am 29. Mai 1724 von den Kardinälen zum Papst gewählt.
- Nico Cirasola (1951–2023), Kulturschaffender und Regisseur

## Sonstiges
In Gravina wurde der Film Maria, ihm schmeckt’s nicht! gedreht, allerdings heißt die Stadt in diesem Film „Campobello“.
Auf der Römischen Brücke wurden im Jahr 2019 die spektakulären Filmszenen zum James Bond Film „Keine Zeit zu sterben“ gedreht.

## Veranstaltungen
- seit 2013 Passio Christi